# Leiterhaus Rothstein
Das Leiternhaus befindet sich im Ortsteil Rothstein in der Kleinstadt Uebigau-Wahrenbrück im südbrandenburgischen Landkreis Elbe-Elster. Hier ist das Gebäude eingebunden in eine Grünanlage im Ortszentrums von Rothstein zu finden.

## Baubeschreibung und Geschichte
Das einstige kommunale Leiterhaus des im Jahre 1309 urkundlich erstmals erwähnten Ortes wurde in der zweiten Hälfte des 19. Jahrhunderts errichtet. Laut dem Historiker und ehemaligen Kreisdenkmalpfleger Gerold Glatte (1934–2003) aus Gröden gehört es einer von drei im Gebiet der einstigen Provinz Sachsen vorkommenden Varianten an. Er beschrieb es als „einfache Ausführung eines selbstständigen Gebäudes ohne Tore.“ Weitere Ausführungen waren größere Gebäude mit verschließbaren Toren und sogenannte Leiterwände.
Die Gesamtkonstruktion besitzt sechs Streifenfundamente aus Ziegelsteinen, welche sich im Abstand von 2,60 m befinden und etwa 0,80 m über das Gelände herausragen. Sie hat eine Gesamtlänge von 13,25 m und am Fundament eine Breite von 1,43 m. Auf den Fundamenten ruht eine hölzerne Drempelkonstruktion mit aufgelegten Dachsparren. Das Dach ist mit Ziegeln gedeckt. Das Haus hat eine Höhe von insgesamt 2,1 m. Benutzt wurde es einst vor allem zur Aufbewahrung von gemeindeeigenen Leitern mit Überlänge, Einreißhaken oder für zu Bauzwecken benötigten Rüstzeugs. Außerdem war es häufig üblich lange Feuerwehrleitern und andere Brandbekämpfungsgeräte öffentlich zugänglich in solchen Leiterhäusern aufzubewahren.
Anfang der 1980er Jahre fiel das zu diesem Zeitpunkt relativ gut erhaltene Gebäude in Rothstein örtlichen Denkmalschützern auf. Es wurde schließlich im Jahre 1986 saniert und unter Denkmalschutz gestellt. Wie das Taubenhaus im unweit entfernten Dobra, das zu jener Zeit ebenfalls in den Fokus des Denkmalschutzes fiel, präsentiert sich das Leiterhaus in Rothstein neben dem Rothsteiner Felsen in der Gegenwart als Sehenswürdigkeit und interessantes Kleinod des Dorfes.